# Delivery Status Notification
Eine Delivery Status Notification (DSN) ist eine automatisch verschickte E-Mail eines Mailservers an den Absender einer E-Mail, um diesen über den Verlauf der Zustellung zu unterrichten.
DSNs werden in der Regel ausgelöst, wenn E-Mails endgültig nicht zustellbar sind („Permanent Failure“).
Ebenfalls üblich sind Zwischenmeldungen über ausstehende Lieferungen, wenn E-Mails vorübergehend nicht zugestellt werden können („Persistent Transient Failure“), beispielsweise wenn die Empfängermailbox voll ist oder kein Mail Transfer Agent des Adressaten verfügbar ist. Darauf folgt dann nach einiger Zeit entweder eine DSN über das endgültige Scheitern der Zustellung („Permanent Failure“) oder eine positive DSN über die erfolgreiche Zustellung („Success“).
Eine DSN bezüglich einer nicht oder vorübergehend nicht zustellbaren E-Mail bezeichnet man umgangssprachlich auch als Bounce Message. 
Eine positive DSN („Success“) wird – abgesehen von dem oben beschriebenen Fall – nur dann versandt, wenn der Absender der ursprünglichen E-Mail diese ausdrücklich angefordert hat, beispielsweise durch Setzen der Option „Zustellbestätigung anfordern“ bzw. „Übermittlungsstatus anfordern“ (Mozilla Thunderbird) in seinem E-Mail-Programm. Nicht alle E-Mail-Programme bieten jedoch diese Option. Die positive DSN belegt, dass die E-Mail den Verantwortungsbereich des Empfängers erreicht hat. Sie hat insofern den Charakter einer Benachrichtigung über die erfolgreiche Abgabe eines Einschreiben Einwurf. Da eine positive DSN lediglich die erfolgreiche Platzierung der betreffenden E-Mail auf dem Mailserver des Empfängers bestätigt, kann aus dem Erhalt dieser DSN nicht geschlossen werden, dass die betreffende Mail den Empfänger tatsächlich erreichen wird bzw. von diesem wahrgenommen werden wird.
Nicht jeder Mailanbieter unterstützt DSNs. Üblicherweise erhält der Sender, wenn er eine Zustellbestätigung erwartet, bei Auslieferung an einen Mailserver, welcher DSNs nicht unterstützt, eine Meldung, die zum Beispiel als „relayed to non-DSN-aware mailer“ wiedergegeben wird – insbesondere auch dann, wenn die Mail ordnungsgemäß zugestellt wurde. Mailserver, die DSNs unterstützen, verschicken eine Meldung, die beispielsweise als „successfully delivered to mailbox“ wiedergegeben wird.

## Normen und Standards
Die ersten Spezifikationen der DSNs erfolgten über die vier RFC 3461–3464:
- RFC: <a href='https://datatracker.ietf.org/doc/html/rfc3461' class='extiw' title='rfc:3461'>3461</a> – Simple Mail Transfer Protocol (SMTP) Service Extension for Delivery Status Notifications (DSNs). Januar 2003 (löst <a href='https://datatracker.ietf.org/doc/html/rfc1891' class='extiw' title='rfc:1891'>RFC 1891</a> ab, englisch).
  - RFC: <a href='https://datatracker.ietf.org/doc/html/rfc6533' class='extiw' title='rfc:6533'>6533</a> – Internationalized Delivery Status and Disposition Notifications. Februar 2012 (löst <a href='https://datatracker.ietf.org/doc/html/rfc5377' class='extiw' title='rfc:5377'>RFC 5377</a> ab, englisch).
- RFC: <a href='https://datatracker.ietf.org/doc/html/rfc3462' class='extiw' title='rfc:3462'>3462</a> – The Multipart/Report Content Type for the Reporting of Mail System Administrative Messages. Januar 2003 (löst <a href='https://datatracker.ietf.org/doc/html/rfc1892' class='extiw' title='rfc:1892'>RFC 1892</a> ab, englisch).
- RFC: <a href='https://datatracker.ietf.org/doc/html/rfc3463' class='extiw' title='rfc:3463'>3463</a> – Enhanced Mail System Status Codes. Januar 2003 (löst <a href='https://datatracker.ietf.org/doc/html/rfc1893' class='extiw' title='rfc:1893'>RFC 1893</a> ab, englisch).
- RFC: <a href='https://datatracker.ietf.org/doc/html/rfc3464' class='extiw' title='rfc:3464'>3464</a> – An Extensible Message Format for Delivery Status Notifications. Januar 2003 (löst <a href='https://datatracker.ietf.org/doc/html/rfc1894' class='extiw' title='rfc:1894'>RFC 1894</a> ab, englisch).